# Iluminismo na Espanha
As ideias do Iluminismo na Espanha (em castelhano: ilustración en España)) chegou à Espanha no século XVIII com a nova dinastia Bourbon, após a morte do último monarca dos Habsburgos, Carlos II, em 1700. O período de reforma e despotismo esclarecido sob os Bourbons do século XVIII concentrou-se na centralização e modernização do governo espanhol e na melhoria da infraestrutura, começando com o governo do rei Carlos III e o trabalho de seu ministro, José Moñino, primeiro conde de Floridablanca. Na esfera política e econômica, a monarquia implementou uma série de mudanças, conhecidas coletivamente como reformas borbônicas, que visavam tornar o império ultramarino mais próspero em benefício da Espanha.
Sendo assim, o iluminismo na Espanha buscou a expansão do conhecimento científico, que foi solicitado pelo monge beneditino Benito Feijóo. De 1777 a 1816, a monarquia espanhola financiou expedições científicas para reunir informações sobre a potencial riqueza botânica do império. Quando o cientista prussiano Alexander von Humboldt propôs uma expedição científica autofinanciada à América espanhola, a monarquia espanhola lhe concedeu não apenas permissão, mas também instruções aos oficiais da monarquia para ajudá-lo. Acadêmicos espanhóis procuraram entender o declínio do império espanhol desde seus primeiros dias de glória, com o objetivo de recuperar seu antigo prestígio. Na América espanhola, o Iluminismo também teve um impacto na esfera intelectual e científica, com homens espanhóis de elite nascidos nos Estados Unidos envolvidos nesses projetos. A invasão napoleônica da Península Ibérica foi enormemente desestabilizadora para a Espanha e para o império ultramarino espanhol. As ideias do Iluminismo hispânico foram vistas como um dos principais contribuintes para as guerras de independência hispano-americanas, embora a situação seja mais complexa.

## Casa de Borbon
Os franceses da Casa de Bourbon tinham uma forte reivindicação ao trono espanhol após a morte do último monarca dos Habsburgos, Carlos II, que morreu sem herdeiro em 1700. Após a Guerra da Sucessão Espanhola, a dinastia Bourbon deveria governar a monarquia espanhola, com a concessão aos seus inimigos de que as monarquias espanhola e francesa nunca foram fundidas, e a cessão de possessões espanholas em outras partes da Europa. Uma vez que consolidaram o domínio na Espanha, os monarcas Bourbon iniciaram uma série de reformas para revitalizar o império espanhol, que havia diminuído significativamente no poder no final da era dos Habsburgos. As ideias do iluminismo tiveram um forte impacto na Espanha e um efeito cascata no Iluminismo hispano-americano no império ultramarino da Espanha. Apesar das tendências anticlericais gerais do Iluminismo, a Espanha e a América espanhola mantinham o catolicismo romano como uma identidade central. Quando as forças francesas sob Napoleão Bonaparte invadiram a Península Ibérica e colocaram o irmão de Napoleão, José, no trono da Espanha, houve uma crise de legitimidade tanto na Espanha quanto em seu império ultramarino. As Cortes de Cádiz, que serviram como uma regência democrática após a deposição de Fernando VII, ratificaram uma constituição liberal em 1812, limitando constitucionalmente o poder da monarquia, bem como o poder da Igreja Católica. Fernando VII alegou que apoiava as constituições liberais, mas uma vez restaurado ao poder em 1814, ele renunciou e voltou ao governo absolutista irrestrito. Na maior parte da América espanhola durante o período napoleônico na Espanha, as guerras de independência eclodiram, de modo que, quando Bourbon Ferdinand VII foi restaurado ao trono em 1814, grande parte da América espanhola havia alcançado a independência e estabelecido repúblicas constitucionais. A Nova Espanha (México) e o Peru foram as exceções, tornando-se independentes em 1821 (México) e 1824 (Peru). O México teve brevemente uma monarquia sob o comando do oficial militar monarquista convertido em insurgente Agustín de Iturbide, que foi derrubado em favor de uma república federada sob a Constituição de 1824.

## O Iluminismo na Espanha

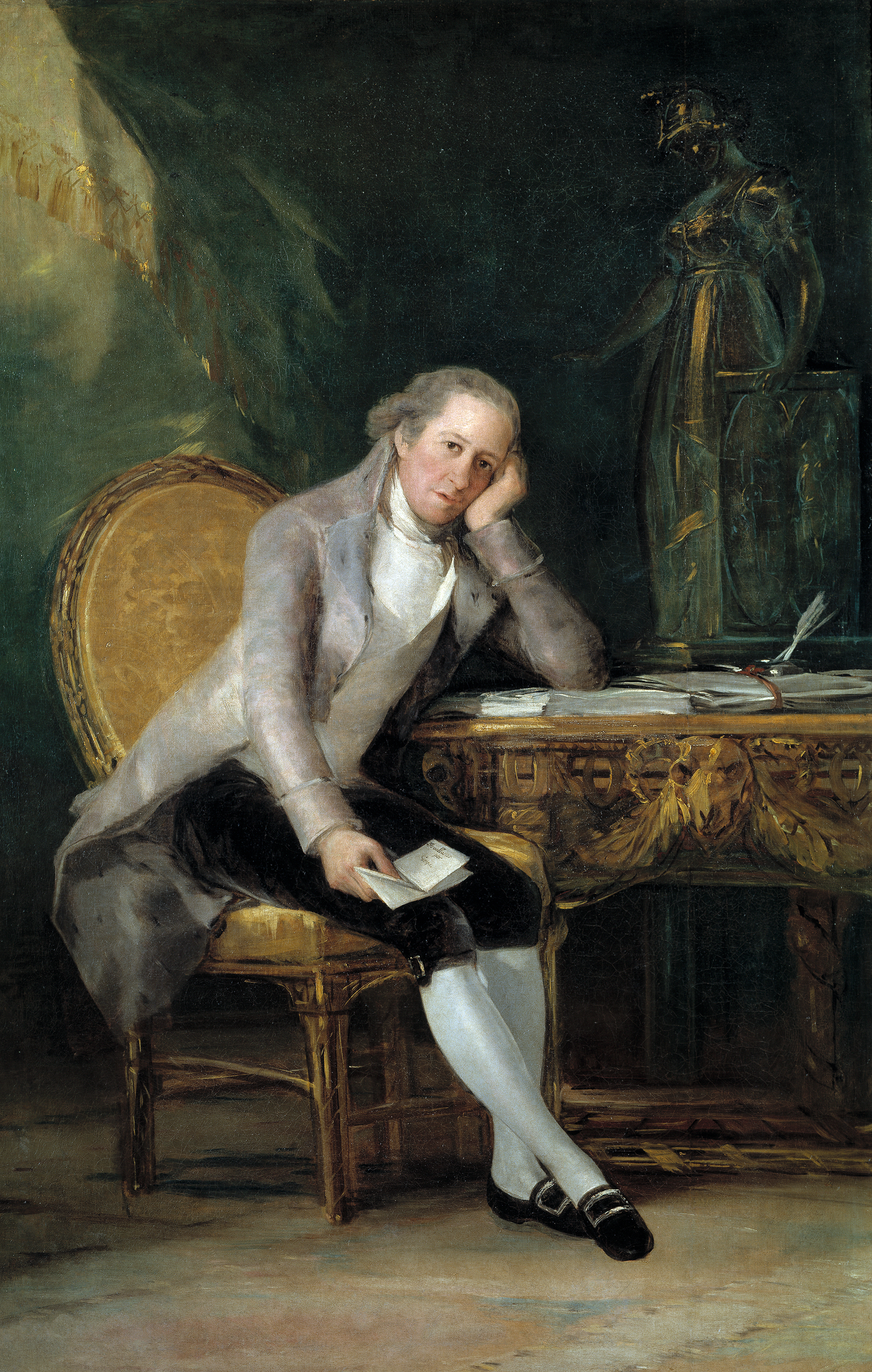
Gaspar Melchor de Jovellanos, pintado por Francisco Goya

As ideias do Iluminismo na França chegaram à Espanha após o estabelecimento da dinastia Bourbon no país castelhano em 1715, com o fim da Guerra da Sucessão Espanhola. Na Espanha, como em grande parte da Europa, não havia um padrão consistente do Iluminismo na monarquia, que continuou a seguir as estruturas existentes de autoridade e hierarquia.
Uma importante figura espanhola foi Benito Feijóo (1676-1764), um monge beneditino e professor. Ele foi um divulgador de sucesso conhecido por encorajar o pensamento científico e empírico em um esforço para desmascarar mitos e superstições. Seu ensaio Teatro crítico universal (1726-39) lamentou que "a física e a matemática são quase estrangeiras na Espanha".
O século XVIII foi uma época de crescente absolutismo na Europa, com centralização do poder das monarquias, que buscavam minar potências rivais, como a Igreja Católica Romana, modernizar a administração e promover medidas econômicas para maior prosperidade, e ganhar poder na esfera internacional. Na Espanha, as ideias do Iluminismo chegaram no país de forma atenuada por volta de 1750, e enfatizaram ali reformas que aumentariam a prosperidade nacional e a devolveriam à sua posição anterior como uma grande potência. Atenção voltada para medicina e física, com alguma filosofia. Os visitantes franceses e italianos eram influentes, mas havia pouco desafio ao catolicismo ou à Igreja, como caracterizava os filósofos franceses.
Na Espanha, um dos principais intelectuais foi o ministro da Justiça, Gaspar Melchor de Jovellanos, que num discurso à Academia Real de História da Espanha, chamou os "patriotas" para estudar a história do Direito, particularmente do passado profundo da era visigótica, e criticou Espanha por seu fracasso em "conservar a constituição em sua pureza primitiva". Em seu Informe en el expediente de ley agraria (1795), criticou a acumulação de terras pelos aristocratas e pela Igreja, que mantinha a maioria dos espanhóis sem terra. Uma solução, também pedida por Campomanes, foi a venda de todos os terrenos da Igreja.
O historiador Jonathan Israel argumenta que o rei Carlos III se importou pouco com o Iluminismo e seus ministros prestaram pouca atenção às idéias iluministas influentes em outras partes do continente. Israel diz: "Apenas alguns ministros e funcionários estavam seriamente comprometidos com objetivos esclarecidos. A maioria eram antes de tudo absolutistas e seu objetivo sempre foi reforçar a monarquia, o império, a aristocracia... e o controle e autoridade eclesiástica sobre a educação."

### Ciência e religião

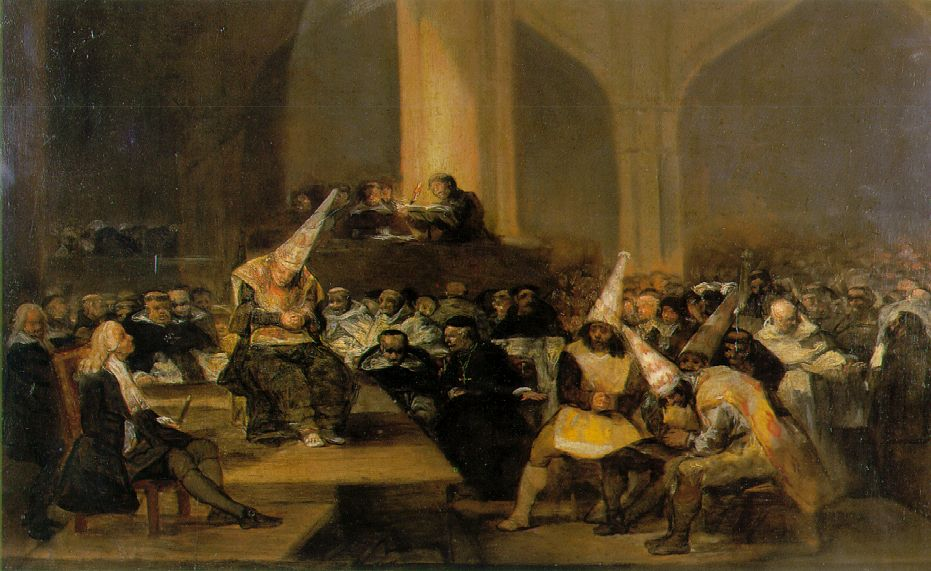
Cena da Inquisição, de Francisco de Goya. A inquisição espanhola ainda estava em vigor no final do século XVIII. mas muito reduzido em poder.

O iluminismo enfatizou a investigação científica e as abordagens do mundo, que poderiam estar em conflito com as visões religiosas do mundo. A inquisição espanhola tinha o poder de censurar livros e suprimir o pensamento heterodoxo, mas cada vez mais as ideias do Iluminismo circulavam na Espanha. Na década de 1770, os conservadores lançaram um contra-ataque e usaram a censura e a inquisição para suprimir as idéias do Iluminismo, mas a "Enciclopédia Francesa... estava, no entanto, disponível para os leitores que a desejassem". Os escritores de Montesquieu, Rousseau, Adam Smith, Condillac, Raynal, Buffon e Linnaeus estavam em circulação entre as elites intelectuais da Espanha.
O terremoto e tsunami de Lisboa em 1755, que destruiu grande parte da capital portuguesa, foi sentido em toda a Península Ibérica e além. Intelectuais e outros debateram se o terremoto foi uma retribuição divina ou um fenômeno natural.

### Expedições  e instituições científicas
A monarquia patrocinou uma série de expedições científicas próprias e de cientistas estrangeiros autorizados, como La Condamine e Alexander von Humboldt, ao seu império ultramarino, geralmente fechado a estrangeiros. Foram estendidas as Expedições Botânicas Reais ao Chile e Peru (1777–88), Nova Granada (1783–1816), e Nova Espanha (1787–1803), que os acadêmicos estão agora examinando novamente. Além disso, também produziu um grande número de desenhos e espécimes botânicos detalhados destinados ao Real Jardim Botânico e ao Gabinete Real de História Natural de Madrid. A Expedição Malaspina foi uma importante expedição científica liderada pelo comandante naval espanhol Alejandro Malaspina ao longo de cinco anos (1789-1794), com naturalistas e ilustradores botânicos reunindo informações para a monarquia espanhola.  Os ilustradores da viagem incluíram José de Pozo, formado na Real Academia de Belas Artes de Madri e, com outros artistas da viagem, produziu uma infinidade de imagens botânicas, bem como vistas costeiras, imagens etnográficas, vistas dos navios da expedição, Descubierta e Atrevida, e um autorretrato na Patagônia. No México, a Expedição Malaspina ajudou a impulsionar a fundação de um jardim botânico na Cidade do México, bem como o Museo de Historia Natural. A monarquia também financiou a Expedição Balmis em 1804 para vacinar as populações coloniais contra a varíola.
Grande parte da pesquisa científica feita sob os auspícios do governo espanhol no século XVIII nunca foi publicada ou divulgada, em parte, devido a restrições orçamentárias da monarquia. A partir do final do século XX, a pesquisa sobre a história da ciência na Espanha e no império espanhol floresceu, com fontes primárias sendo publicadas em edições acadêmicas ou reeditadas, bem como a publicação de um número considerável de estudos acadêmicos importantes. Uma exceção foi Alexander von Humboldt, que publicou por conta própria suas descobertas e observações científicas durante sua expedição autofinanciada à América espanhola de 1799 a 1804.

### Novas instituições
No início da era Bourbon, a Espanha já criava instituições para sistematizar e promover a pesquisa intelectual no início do século XVIII com a fundação da Biblioteca Nacional (1711), Real Academia Espanhola (1713) e da Academia Real de História da Espanha (1738). Instituições fundadas no final do século XVIII foram projetadas para promover o conhecimento científico como o Real Jardim Botânico (1755), de Madri, onde espécimes da Expedição Malaspina aumentaram a coleção. No México, a monarquia estabeleceu o Palácio de Minas (1792), baseada no instituto basco de Vergara e chefiada pelo cientista Fausto Elhuyar, com intuito de aumentar o conhecimento científico sobre a mineração da mercadoria mais valiosa da Espanha, a prata.
Como parte da tentativa de revitalizar a historiografia da Espanha e as políticas gerais de centralização de Carlos III, o Arquivo das Índias foi estabelecido na cidade de Sevilha em 1785 para reunir documentos relativos ao império ultramarino da Espanha.

### Arquitetura

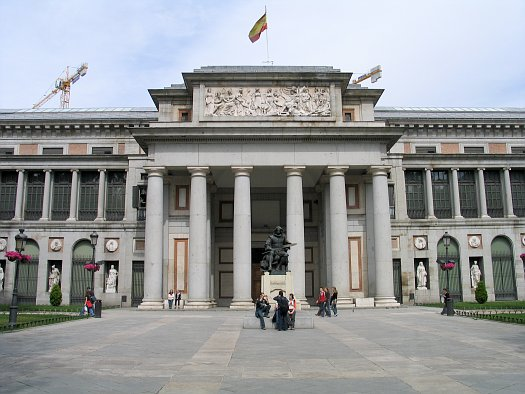
Museu do Prado, Madri

O Palácio de Minas, na Cidade do México, foi projetado em estilo neoclássico pelo arquiteto espanhol Manuel Tolsá. A monarquia espanhola determinou que "todas as novas igrejas e outros edifícios públicos fossem construídos no estilo neoclássico, seu projeto aprovado pela Academia de San Fernando". Madri teve vários edifícios construídos em estilo neoclássico; O arquiteto de Carlos III, Juan de Villanueva, projetou um edifício neoclássico em 1785 para abrigar o Gabinete de História Natural, mas que se tornou o Museu do Prado para exibir pinturas e esculturas.